# 樋口季一郎
樋口 季一郎（ひぐち きいちろう、1888年〈明治21年〉8月20日 - 1970年〈昭和45年〉10月11日）は、日本の陸軍軍人。最終階級は陸軍中将。兵庫県淡路島出身。歩兵第41連隊長、第3師団参謀長、ハルビン特務機関長、第9師団長等を経て、第5方面軍司令官兼北部軍管区司令官。
第二次世界大戦前夜、ドイツによるユダヤ人迫害を逃れた避難民に満洲国通過を認めたとされ、これは「ヒグチ・ルート」と呼ばれたと言われる。［ヒグチ・ルート］からはかつて「2万人を救出した」と喧伝されたこともあったが、実態は不明な部分も多い。
第二次世界大戦中は麾下の部隊がアッツ島の戦い、ソ連対日参戦に対する抗戦（樺太の戦い、占守島の戦いなど）を行った。

## 経歴

### 生い立ち
1888年、淡路島にある兵庫県三原郡本庄村上本庄（町村制後：阿万村、現：南あわじ市阿万上町字戈の鼻）に父・奥濱久八、母・まつの5人兄弟（9人とも言われている）の長男として出生。奥濱家は廻船問屋で代々続く地主であったが、明治以降、蒸気船の普及に伴い時代の流れに取り残され父・久八の代で没落した。11歳の時、両親が離婚し、母・まつの阿萬家に引き取られる。
1901年、三原高等小学校2年終了後、私立尋常中学鳳鳴義塾に入学。1902年、大阪陸軍地方幼年学校を経て、18歳で岐阜県大垣市歩行町の樋口家の養子（父・久八の弟・勇次が樋口家の婿養子となり季一郎を勇次夫妻の養子として迎え入れた）になった。

### 軍歴
1909年、陸軍士官学校（第21期）に進む一方で東京外国語学校でロシア語を徹底的に学ぶ。陸軍士官学校を優秀な成績で卒業、陸軍大学校（第30期）を経て、ロシア語が堪能であることもあって、卒業後すぐ1919年にウラジオストクに赴任（シベリア出兵） 。満洲、ロシア（ソビエト連邦）方面部署を転々と勤務。
1925年、公使館駐在武官（少佐）としてソ連西隣のポーランドにも赴任している。歩兵第41連隊長時代に起きた相沢事件は、直前まで部下だった者が起こした不祥事であったため進退伺いを出した。しかし、上官の小磯国昭（後年の首相）に慰留され、満洲国のハルビンに赴任する。

### オトポール事件

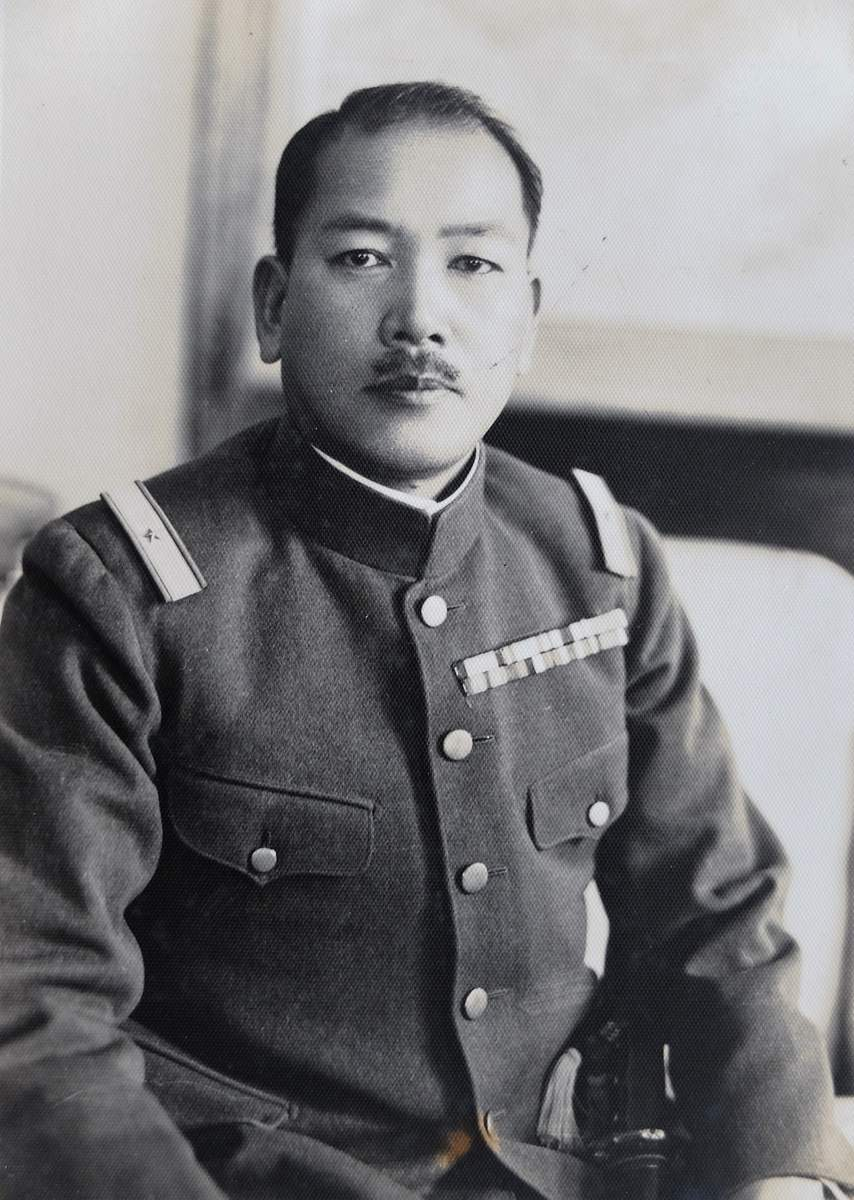
ハルビン特務機関長時代の樋口
（1937年撮影）

1937年（昭和12年）12月26日（作家相良俊輔の書いた樋口の伝記『流氷の海』では1938年1月15日とされている。）、第1回極東ユダヤ人大会が開かれた際、関東軍の認可の下で3日間の予定で開催された同大会に、陸軍は「ユダヤ通」の安江仙弘陸軍大佐をはじめ、当時ハルピン陸軍特務機関長を務めていた樋口（当時陸軍少将）らを派遣した。この席で樋口は、前年に日独防共協定を締結したばかりの同盟国であるナチ党政権下のドイツの反ユダヤ政策を、「ユダヤ人追放の前に、彼らに土地を与えよ」と間接的に激しく批判する祝辞を行い、列席したユダヤ人らの喝采を浴びた。（この頃は、まだナチもユダヤ人絶滅を具体的な施策として考えていたわけではなく、単に自領からのユダヤ人追放を企図していただけで、また、日本側にはユダヤ資本とユダヤ人を満洲国に導入できないかという河豚計画があった。）
そうした状況下、翌1938年（昭和13年）3月、何千人というユダヤ人（人数については諸説あり、数字は樋口自身の遺稿による。）がドイツの迫害下から逃れるため、ソ満国境沿いにあるシベリア鉄道・オトポール駅（Otpor、現在のザバイカリスク駅）まで逃げて来ていた。しかし、亡命先である米国の上海租界に到達するために通らなければならない満洲国の外交部が入国の許可を渋り、彼らは足止めされていた。極東ユダヤ人協会の代表のアブラハム・カウフマン博士から相談を受けた樋口はその窮状を見かねて、部下であったハルビン憲兵隊特高課長の河村愛三少佐らとともに即日ユダヤ人への給食と衣類・燃料の配給、そして要救護者への加療を実施。更には膠着状態にあった出国の斡旋、満洲国内への入植や上海租界への移動の手配等を行った。日本は日独防共協定を結んだドイツの同盟国だったが、樋口は南満洲鉄道（満鉄）総裁だった松岡洋右に直談判して了承を取り付け、満鉄の特別列車で上海に脱出させた。しかし、この具体的内容については異説も多いほか、そもそもこのようなことが実際にあったのかを疑問視する声もある（参照：#異説・異論）。

#### 異説・異論
樋口の死後、その告別式において、樋口の元部下で元憲兵隊員であった河村愛三等の日本イスラエル友好協会（現在ある日本イスラエル親善協会とは別の組織。）の会員らが樋口季一郎が同協会の名誉評議員であったとして出席、同協会代表の加藤大弦や樋口の友人でその手記を託されて後に伝記を出版することになる作家の相良俊輔らが朝日新聞の記者に語り、新聞記事とされたことにより当事件は初めて世に出ることになった。それによれば、1938年2月オトポールにユダヤ人２万人が足止めをくい、20人の凍死者が発生、樋口が12両編成の特別列車を13本仕立て、ハルピンに送り、食事も避難宿舎も提供した、その後これがドイツから問題とされたが、樋口はこれに人道上の問題と反論、当時の上司であった東条英機もこれを支持した、このことは日本では軍事機密とされて知られることがなかったとして、事件が紹介されている。同記事によれば、樋口は近親者にもこのユダヤ人救出についてはあまり話したがらなかったとされ、季一郎の孫である樋口隆一もこの記事を見て事件を初めて知ったとしている。樋口隆一は、1970年の季一郎の死の直前に日本イスラエル友好協会の顧問となっていた前述の河村愛三が訪れて来たので、おそらくそのときに季一郎本人もこの功績で同協会の名誉評議員とされたことを伝えられたのではないかとしている。
死後に出版された当の樋口自身の回想録では事件の推移がいずれとも幾分異なり、1937年秋か1938年春にヒトラーが多数のユダヤ人を追放することがあり、わずかな荷物と少額の金銭のみのユダヤ人数千人（1971年の最初の回想録初版では、2万人とされていたが、樋口本人の遺稿では「何千人」となっていることが指摘され、復刻新版では訂正されている。）が足止めを受け、満州国外交部ハルピン代表部の日本人官吏と協議、人道上の問題として意見が一致、あとは満州国で話が進み、彼らの入国が許されたとし、特別列車や食事・宿舎提供の話はない。また、その半月後、ハルピンのユダヤ人協会のカウフマン博士らがこの件を勝手に樋口の指図によるものと思って自身への謝恩大会を開いた。はじめ樋口はドイツと日本の外交関係にも気遣ったスピーチをするつもりであったが、あまり称賛されるので気を良くして、ついユダヤ人の優秀さを誉め、ドイツの反ユダヤ政策を批判するスピーチをしてしまった。ドイツ政府が問題としたのは、このスピーチのドイツ政策批判の部分であったとしている。
これらの主張に対し、イスラエルのハイファ大学の日本研究家であるロテム・コーネル教授は、①樋口によって助けられたと証言するユダヤ人がいない、②オトポール事件について十分な内容の資料は結局は樋口自身の遺稿のみである、③ユダヤ人の国外脱出が激しくなったのは1938年の「水晶の夜」事件以後で、1938年には数十人程度の満州移動しかなく、また、彼らは移動中に別段困難な目には遭っていない、④カウフマンは別に樋口がこのような形でユダヤ人救援を行ったことは語っていない、⑤この問題を取上げる動きは東条英機の再評価につなげようとする近年の歴史修正主義の動きとつながっていることを指摘している。また、ユダヤ教ラビで当時の極東ユダヤ人社会の中心人物の一人であった上智大学心理学者のビクター・ソロモン教授は、朝日新聞の記事が他でも紹介されたのをきっかけにそこで初めてこの話を知ったとして、1971年1月に樋口の遺族や先の樋口の元部下である河村を含む日本イスラエル協会関係者らを招き、彼らの話を聞く会を催し、記者らにもこの事件について資料を持つ者がいれば情報を寄せるよう募ったが、特段の情報がその後寄せられたという話は見いだせない。
これに対し、一説では、この移動経路はユダヤ人たちの間で「ヒグチ・ルート」と呼ばれたともされ、2万人とは、この経路をたどった避難民の数ではないかとする主張もある。このルートの通過者は増え続け、東亜旅行社（現在の日本交通公社）の記録によると、ドイツから満洲里経由で満洲へ入国した人の数は、1938年だけで245人だったものが、1939年には551人、1940年には3,574人まで増えている。ただし、早坂隆によると1941年（昭和16年）の記録がなく、数字のうち少なくない割合でユダヤ人が含まれていると考えられるが、その割合が不明であり累計が2万に到達したかは不明としている。また、松井重松（当時、案内所主任）の回想には「週一回の列車が着くたび、20人、30人のユダヤ人が押し掛け、4人の所員では手が回わらず、発券手配に忙殺された」と記されている。そのほかの証言として松岡総裁の秘書だった庄島辰登は、最初の18人（1938年3月8日）のあとに毎週、5人あるいは10人のユダヤ難民が到着し3月-4月の累計で約50人を救ったという。
満州経由で諸外国に脱出したユダヤ人の数は、総数は最大で2万-3万人であった可能性があるともいわれていた。1939年当時の有田八郎外務大臣の公式見解では「80人強」と語られている。
オトポール事件で2万人のユダヤ系難民が救われたと戦後主張されるようになったことには、白石仁章はあまりの数の多さに事件の存在自体を疑問視している。
松浦寛はこの2万人という数字は、樋口の回顧録を出版する際の誤植などから流布したものとしている。一方、樋口周辺の関係者らは朝日新聞の記者に対し、初めから「二万人」という数字を主張している。
早坂隆は、樋口自身の原稿では「彼ら（ユダヤ人）の何千人が例の満洲里駅西方のオトポールに詰めかけ、入満を希望した」と書き記されていたものが、芙蓉書房版の『回想録』にある数字では「二万人」に変わっており、これが難民の実数検証に混乱をきたす原因になっていると指摘している。早坂は上記東亜旅行社の記録の多くがユダヤ人ではないかと考え、数千人と推定している。
松浦寛は当時の浜洲線の車両編成や乗務員の証言から割り出された100－200人という推計を追認している。満鉄会では、ビザを入手できなかった厳密な意味での人数は100人程度と推計しているという。本事件に携わったとされている、当の元ハルビン憲兵隊特高課長である河村愛三元少佐自身の執筆か彼への取材によると考えられる『日本憲兵正史』（1976年）の該当箇所では、あくまでカウフマンの友人はかねてから諜報活動で知り合いであった河村少佐であり、河村がカウフマンから連絡を受けて、河村が樋口に知らせたものとした上で、500人のオトポールの村で２万人が足止めを受け、前章「#オトポール事件」にある多数の、具体的な数の列車車両、救済施設と大量の救済物資を用意したこと、しかしこれは軍事機密とされたため世間には一切知られなかったこと等が書かれている。
樋口がユダヤ人救助に尽力したのは、彼がグルジアを旅した際の出来事がきっかけとされている。ポーランド駐在武官当時、コーカサス地方を旅行していた途中チフリス郊外のある貧しい集落に立ち寄ると、偶然呼び止められた一人の老人がユダヤ人であり、樋口が日本人だと知ると顔色を変えて家に招き入れたという。そして樋口に対し、ユダヤ人が世界中で迫害されている事実と、日本の天皇こそがユダヤ人が悲しい目にあった時に救ってくれる救世主に違いないと涙ながらに訴え祈りを捧げた。オトポールに辿り着いたユダヤ人難民の報告を受けたとき、樋口はその出来事が脳裏をよぎったと述懐している。
オトポール事件が実際に起こったとする説では、ドイツ政府政策批判の方であるのか、オトポールでのユダヤ人救援行為の方であるのかは混乱があるものの、孰れにせよ樋口の行為が日独間の外交問題となり、ドイツのリッベントロップ外相（当時）からの抗議文書が届いたとされる。また、陸軍内部でも樋口に対する批判が高まり、関東軍内部では樋口に対する処分を求める声が高まった。そんな中、樋口は関東軍司令官植田謙吉大将（当時）に自らの考えを述べた手紙を送り、司令部に出頭し関東軍参謀長東条英機中将（当時）と面会した際には「ヒットラーのお先棒を担いで弱い者苛めすることを正しいと思われますか」と発言したとされる。この言葉に理解を示した東条英機は、樋口を不問としたとされる。東条の判断と、その決定を植田司令官も支持したことから関東軍内部からの樋口に対する処分要求は下火になり、独国からの再三にわたる抗議も、東条は「当然なる人道上の配慮によって行ったものだ」と一蹴したとされる。

### ゴールデンブックをめぐる問題
ゴールデンブックをめぐっては、樋口自身は回想録において、以下のように語っている。
1938年にハルビンから東京に戻った後、ハルビンからユダヤ人スキデルスキー他１名が来て、ニューヨークに本部がある世界ユダヤ人協会が、エルサレムユダヤ教の総本山にある銀本に樋口の名を記すことを決定したと伝えられたとする。そこでは、銀本はユダヤ人のために功績のあった非ユダヤ人の名を記すもので、バルフォアの次に樋口の名が記されるとし、金本はメンデルスゾーンのようなユダヤ人の傑出した人物の名を記すもので今ならアインシュタインのような人物が候補になるだろうと言われたとする。
回想録の出版にあたって同書の編者が確認したところ、イスラエル大使館の調査で「ユダヤ民族基金」のゴールデンブックの第６巻に登録されていたことが判明した。これは、ユダヤ人国家建設運動を行っていた同基金が、土地買収や植林事業の資金を得るために始めたもので、ユダヤ人が家庭の祝い事で、同基金に金銭を支払って、家族や友人の名を公に陳列される本（豪華な装丁の巨大な本である。）に記してもらい、その名が記載されたことをもって相手へのプレゼントとするものである（現在は、陳列されている施設で、ケース内の実際の本と仮想ブラウジングで中のページを確認できる。）。ハイファ大学のコーネル教授によれば、数多くのユダヤ人が息子や友人の名を記してもらっていて金銭支払以外に特段の条件はないとのことで、ハルビンのユダヤ人協会代表のカウフマン博士らが、ハルビンの特務機関長で権力者であった樋口の歓心を買うため、協会から「ユダヤ国民基金」に寄付をする際、名前を記してもらったのだろうとみている。ちなみに、日本では、日本人で名前の記されているのは樋口と安江仙弘の二人のみだと語られることも多いが、この安江は大連の特務機関長であった人物である。歴史家の秦邦彦はゴールデンブックをユダヤ人に貢献した者の名が記される本だとした上で、雑誌『正論』1989年9月号に、先の二人に加えバルフォア宣言を支持した内田康哉元外相と戦後に親イスラエル運動をした手島郁郎の計４人の名が記されていると述べている。
1970年の樋口の告別式に出席した日本イスラエル協会理事長の加藤大弦が朝日新聞の取材に対してゴールデンブックをメソポタミアにある碑と語る、相良俊輔の小説『流氷の海』ではエルサレムにある大型の本の形をした黄金製の碑であると述べるなど、日本ではこれを碑とする誤解も多い。
孫の樋口隆一（明治学院大学名誉教授）は2018年6月15日にイスラエルのテルアビブにある「ユダヤ民族基金」本部をゴールデンブックを見るために訪問、「栄誉の書」の管理人エフラト・ベンベニスティらから同書に「樋口将軍-東京、在ハルビン極東ユダヤ民族総領事アブラハム・カウフマンが記す」と記載されていることを示され、その証明書を授与されている。樋口隆一はそのとき、樋口とカウフマンの名が並んでいるのを見て、「二人は良い友人だった」と言って喜んだ。

### 太平洋戦争
太平洋戦争（大東亜戦争）開戦翌年の1942年8月1日、札幌に司令部を置く北部軍（のち北方軍・第5方面軍と改称）司令官として北東太平洋陸軍作戦を指揮。日本軍が重要視していなかったアメリカ領のアリューシャン方面の戦いも、1943年に入るとアメリカ軍が反攻に転じ、激しい争いが行われた。
1943年5月に樋口の指揮下にあった陸軍部隊のうち、アラスカ準州のアッツ島守備隊は玉砕した。大本営がアッツ島守備隊の増援要請を拒否しアッツ島守備隊を見捨てることを決定したとき、一説には、樋口は守備隊を見捨てるとの決定に激怒したとするものもあるが、かといって、守備隊の降伏を認めるといった措置を取ろうとした節は一切見られない。かえって樋口はアッツ島守備隊に対し、米軍相手に善戦し玉砕する覚悟を望むとの電文を送っている。アッツ島守備隊の山崎隊長からは、負傷者の処分を終え、玉砕するとの返電があり、その言葉通り、アッツ島守備隊は玉砕した。
キスカ島は海軍が守備担当の地域であったが、最終的にはアッツ島から陸軍部隊が移駐され、ほぼ海軍部隊と同数近い部隊が存在していた。陸海軍将兵らのキスカ島撤退は成功している。キスカ島撤退作戦に際しては、海軍側からの要望に応じ、陸軍中央の決裁を仰がずに自らの一存で「救援艦隊がキスカに入港し、大発動艇に乗って陸を離れ次第、兵員は携行する小銃を全て海中投棄すべし」という旨をキスカ島守備隊に命じ、収容時間を短縮させ、無血撤退の成功に貢献した。
帝国陸軍では菊花紋章の刻まれた小銃を神聖視していた。撤退成功の後、小銃の海中投棄が陸軍中央に伝わり、問題になったともされ、とくに陸軍次官の富永恭次中将がこれを問題視したが、富永は陸士の4期先輩である樋口を以前から苦手にしていたため、小銃の海中投棄を命じたのが樋口であると知ると矛を収めたという。
同年10月2日には、札幌三越で開催された「忠烈山崎部隊景仰展」会場を訪問し、藤田嗣治の戦争画『アッツ島玉砕』に見入った。1944年3月10日に、北海道に拠点を置く第五方面軍司令官を務め、南樺太や千島列島を担当地域に置いた。また1945年2月1日には兼北部軍管区司令官に就任した。

### 対ソ連占守島・樺太防衛戦と戦後
もともと北部軍では対ソ戦を主に戦略が構想されていたが、太平洋戦争半ば頃から対米戦を主と考え、とくに米軍が直接に北海道に来ることを樋口は懸念していた。樺太の第88師団では侵攻が近いとみて札幌の第５方面軍に具体的な作戦指導決定を再三求めていたが、方面軍では従来からの対米戦中心のために、7月に入っても樋口司令官・幕僚以下真剣に考えていなかった節があるという。戦後20年近く経った1964年から1965年にかけて樋口自身が防衛庁（当時）の戦史室に送った書簡では、米軍は北海道に進攻すると考え、また、南方戦線が重視されていた為かなりの戦力を本土決戦用に移したのは事実だが、ソ連軍については戦況次第で南樺太に進攻してくるであろうが千島に進攻するかどうかは不明と考えていた、ただ、それを言えば士気にかかわると思って表向きには言わなかったもので、代わりに第一に対米戦、第二に対ソ戦準備と師団長クラスには語っていたと主張している。一方で、例えば、北千島の91師団の作戦参謀水津満は、終戦時まで師団は対米一片倒でしか作戦を想定していなかったことを証言している。
日本の降伏直前の1945年8月10日、ソ連対日参戦が発生。8月16日大本営はやむをえない自衛戦闘を除き戦闘行動を停止するよう全軍に命じたが、北方の第5方面軍を指揮していた樋口季一郎中将は以降も南樺太（おそらく占守島等の千島列島も）におけるソ連軍への抗戦を命じ、戦闘を続けさせた。これは、ソ連が南樺太から北海道等の日本本土に進攻、占領することを樋口が懸念、それによる赤化を恐れたとする説がある。ただし、樋口が防衛庁戦史室へ出した前記書簡を読む限り、樋口が南樺太・千島防衛を命じたのは、全く樋口がそこを守るべき日本本土の一部と考えていた為のようである。実際に例えば、札幌の方面軍司令部の星駒太郎参謀副長は、樺太での交戦が方面軍司令部の差し金であることが発覚すればソ連側の北海道への報復攻撃に繋がりかねないとして、むしろ樺太での抵抗が北海道攻撃の理由とされる事態を恐れ、北海道・樺太間の連携の事実が発覚しないよう気を使っている。樋口自身も、樺太での停戦成立とソ連軍の無抵抗進駐により寧ろ北海道侵攻の可能性が薄れたと考えていたらしく、8月下旬の樺太での停戦成立（樺太第88師団の完全降伏である）直後に特殊技能を持つ者を抱えた北海道の一部部隊を解散させてしまい、ソ連軍が北海道に上陸してきたとの流言が流れた際には慌てる羽目に陥っている。樋口自身の戦後の遺稿によれば、ソ連軍は太平洋戦争の状況次第では南樺太に必ず進出してくる、千島はどうなるか分からないとするものもあるが、北海道について明確に語るものはない。むしろ、樋口自身はその遺稿で、1945年6月の対米戦一辺倒で考えていた頃には、千島からくる米軍に対し北海道の東半分を放棄し西半分を残すという南樺太との連繋を重視したとみられる案を持っていたこと、サンフランシスコ講和会議の後でソ連が千島を占拠し続けたことを当初はソ連が破れかぶれで行ったと思っていたがヤルタ協定以来の取り決めごとの流れだったと後から知ったと語っている等、樋口自身は戦後もかなりの時期まで、千島・北海道は本来米軍の進攻領分だと思っていた節があることを示している。
スターリンは、極東国際軍事裁判に際し当時軍人として札幌に在住していた樋口を「戦犯」に指名した。これについてノンフィクション作家の早坂隆は、樋口の経歴がウラジオストック特務機関員、ハルビン特務機関長、さらに第5方面軍司令官であったことから、ソ連によって『敵の大物』であり、とくに特務機関長であったことが大きいとしている。樋口自身、対ソ連の特務機関長であったことから、札幌方面軍総司令官として北海道にとどまらざるを得ない状況では、個人的にもソ連の北海道占領を怖れる十分な理由があったことになる。
世界ユダヤ人会議はいち早くこの動きを察知して、世界中のユダヤ人コミュニティーを動かし、在欧米のユダヤ人金融家によるロビー活動も始まった。
また、樋口は終戦後の取り調べを担当した米陸軍のキャッスル中佐から『イギリスは大変あなたをご贔屓にしており、ソ連からの貴方に対する逮捕要求を拒絶した』と聞いている。これにはポーランド武官時代に交流のあったイギリス陸軍元参謀総長のエドムンド・アイアンサイド退役元帥が引き渡しを拒否する様、圧力をかけていたともされる。
冷戦が始まる中で米軍がロシア通として知られた樋口の情報網を利用したかった事やイギリスからの圧力、ユダヤ人らの運動など様々な事が重なり日本占領統治を主導していた連合国軍最高司令官総司令部（GHQ）のダグラス・マッカーサーはソ連からの引き渡し要求を拒否、樋口の身柄を保護した。

### 晩年
1946年に北海道小樽市外朝里にソ連の動きもあり隠遁。さらに1947年に宮崎県小林市（その後、都城市）へ転居する。その後も役職につかず事実上隠遁生活を送り続けた。樋口隆一によると、過去は語らず、アッツ島の絵の前で毎朝、戦死者の冥福を祈っていた。
樋口自身は、麾下の部隊が行った占守島での戦いや樺太での戦いについて少なくとも些かは勝利したものと考えていて、産経新聞の伊藤正徳の戦史連載について、日本軍の敗戦史ばかりを取り上げ、これらの戦について取り上げないことに憤懣を感じると述べている。
1970年に東京都文京区白山に転居し、その年に死去した。墓所は神奈川県大磯町の妙大寺。

### 死後
樋口季一郎の孫で音楽学者の樋口隆一明治学院大学名誉教授が祖父に関する調査を行っており、日本で講演などを行ったり2018年にイスラエルを訪問したりしている。隆一は24歳まで季一郎と同居していた。同じく孫の篠田江里子（札幌市議会議員）は静かにロシア語の本を読んでいたと回想している。

## 人物
- 橋本欣五郎と共に桜会の中心的人物であったが、意見の相違から喧嘩別れした。また、二・二六事件を起こした青年将校らとも懇意で、武力に訴えて行動を起こすことを諌めていたと言う。さらに、相沢事件が起きたとき、樋口は、永田鉄山を惨殺した相沢三郎の直接の上官であった。血盟団事件では大蔵栄一から血盟団員の古内栄司を匿うよう依頼を受け了承している。
- 石原莞爾と阿南惟幾とは友人だった。また、ミハイル・コーガンとも親交があった。
- 安江仙弘らと共に河豚計画を進めるが、シベリア出兵に参加した軍関係者の多くがユダヤ陰謀論に傾くなか、彼は「『排ユダヤ主義』否定だけで十分であろう」という立場であった。彼は、酒井勝軍の日ユ同祖論を一笑に付する一方で、極めて反ユダヤ的な偽書『シオン賢者の議定書』を当初から眉唾物としており、ユダヤ主義とマルキシズムを同一視できないとしている。樋口は、当時の軍人たちが陥った陰謀論、あるいは過度のユダヤ贔屓から離れ、極めて冷静な判断をしている。
- 日本陸軍きってのロシア通として知られる。また、樋口は、ロシア人ほど人種偏見のない民族はなく、これは彼らの良心から来るものだとしている[30]。そのため男女を問わず個人にとっては恋愛対象の外国人としてロシア人は最適であろうとしながらも、樋口自身は、こういった人種偏見のないコスモポリタニズムはあくまで思想的態度に止めて、日本人は独立民族として純血の血統を保つべきであり、（日本国籍の）混血の発生は日本社会にとっても、生まれてくる当人自身にとっても、思想的混乱をもたらし害があるという考え方をとっていた[30]。

## アッツ島玉砕・キスカ島救出をめぐる問題
かねて樋口と親しかった作家・編集者の相良俊輔によって、樋口の死後に樋口の伝記小説である『流氷の海』（1973年）が出版された。この本をきっかけに、樋口がアッツ島部隊の救援を断念する代わりに、海軍に協力させてキスカ島部隊を救出をするよう、大本営に約束させたとのエピソードが広まることになった。同書には、このときアッツ島部隊救援の不可を伝えに来た秦参謀次長に樋口は激怒したと書かれている。しかし、樋口本人はその『回想録』にも未収録となった遺稿の中では、キスカ救援は要求しているもののアッツ島放棄に関し自身は大本営の意に背するような人間ではないと述べている。そもそも『流氷の海』は全くの小説仕立で、キスカ救援要請を含めて、当事者らの発言内容が本当にこのようなものであったのか、樋口以外にもこれを認めるような証言をする者がいたのかどうかは、この作品を見る限りでは分からない。
1943年のアッツ島の戦いにおいて、5月20日に樋口は大本営から大陸命793号「海軍と協同し西部アリューシャンの部隊を後方に撤収すること」との指示を受けた。ところが、樋口はその遺稿で、ある書籍において、「樋口は撤収どころか、その後の22日にアッツの山崎部隊長に『大反攻作戦を現在考えている、その成否は山崎部隊の善戦にかかっている、要所陣地を確保するように』との指示を出した、これでは激励にもならない」として批判を受けたことを記している。これに対し、樋口はその遺稿で、当時実際に反攻作戦を考えていて大本営にも進言し感触も得ていた、ところが計画実施が難しくなり、秦参謀次長が自身の所に説明に来た、そこで反攻作戦を断念する代わりに海軍に協力させてキスカ撤退をすることを自身が要求、海軍と交渉させ海軍が従うことになった、大陸命793号はその結果として出たものだと、反論していた。つまり、樋口は、批判者は時系列を間違っていて、大陸命793号のアリューシャンの部隊とはキスカ部隊だけのことだと言うのである。
ところが、樋口の生前に出版が間に合わず死の翌年1971年に出版されることになった樋口の『回想録』（本来、この回想録は、アッツ玉砕やキスカ撤収の前の話までの予定であった。）には、樋口が戦後の1964年から1965年にかけて防衛庁（当時）の戦史資料室に出した手紙も急遽収録することになり、その手紙には、1943年５月12日に米軍がアッツ島に上陸し、反攻作戦を計画していたところ、23日か24日（原文はこれらを二月の同日として記しているが、５月12日の米軍上陸後のこととして書かれているので、明らかにこの部分は五月の誤記。）に秦参謀次長がアッツ島の反攻作戦を断念するよう説得に来て、その結果、当日かその数日内に、アッツの山崎部隊長と電報で「武士道の精華を発揮」するようにとやり取りしたことが記されていた。批判者のほうが時系列的に正しかったことになる。なお、のちに南方での戦いにおいて陥落イコール玉砕すべきものとのあり方が慣例化するが、これはそれ以前の時点での出来事である。
また、樋口は先の遺稿において、実際には自身が23日に山崎部隊に玉砕要請を行ったことについては述べることなく、「山崎部隊は樋口の激励を信じて奮戦、撤収することは考えなかった、しかし島の北東部に圧迫され、29日に山崎部隊長はこれから全員で夜襲をかけると打電してきた」と述べ、あたかも、戦況の推移の結果として山崎部隊が追い詰められ、やむなく玉砕攻撃を自発的に行ったとするかのような書き方をしている。また、この戦後の戦史室への手紙や遺稿では、上記アッツ島守備隊の返電の直後に彼らが玉砕したものと信じると強調しており、これは実際にその通りではあったのだが、玉砕の時期が早いほどキスカ島のようには救出できなかった樋口自身の責任が軽くなることに注意する必要がある。
このアッツ島玉砕の戦いにおいて樋口が麾下の現地アッツ島守備隊に送った実際の電文は、「最後に至らは潔く玉砕し皇国軍人精神の精華を発揮するの覚悟あらんことを望む」というものである。これに対し、最期に現地の守備隊長から、負傷兵は自決させた、みずから自決出来ない重傷者は処分した、これから全員で夜襲する、との返電を受けている。樋口が戦後に防衛庁の戦史資料室に送った手紙では、これを守備隊長から「負傷兵の処理も了った、これより突撃する」との返電を受けたとし、これを世界戦史上稀有の出来事と称賛している。なお、この手紙では、この完全散華は守備隊長の人格のしからしめた所とするとともに、軍医大尉の一人は樋口自身の知っていた者で、この大尉の存在も大きかったのではないかとしている。ちなみに関連性は不明だが、樋口麾下の北千島守備隊が後に行った占守島の戦いにおいても、ソ連軍との停戦時に、やはり動けない負傷兵の処分が衛生兵らによって行われている。

## 年譜

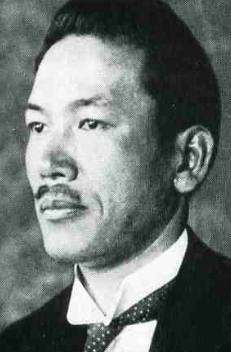
背広姿の樋口

- 明治21年 (1888年) 淡路島の阿万村に生まれる(旧姓奥浜)
- 明治34年 (1901年) 三原高等小学校2年終了後、篠山の私立尋常中学鳳鳴義塾に入学。
- 明治35年（1902年）9月 - 大阪陸軍地方幼年学校に入校。
- 明治42年（1909年）5月 - 陸軍士官学校卒業（21期）。
  - 12月25日 - 陸軍歩兵少尉に任官。歩兵第1連隊附。
- 大正2年（1913年）2月 - 陸軍歩兵中尉に進級。
- 大正7年（1918年）11月 - 陸軍大学校卒業（30期）。
- 大正8年（1919年）7月 - 陸軍歩兵大尉に進級、参謀本部附勤務。
  - 12月 - ウラジオストク特務機関員として派遣軍司令部附(シベリア出兵)。ロシア系ユダヤ人ゴリドシュテイン家の一室に住む（同家はキャディラックを扱う貿易商）。
- 大正9年（1920年） - ハバロフスク特務機関長として孤立（無責任な上層部への義憤）。
- 大正11年（1922年）4月 - 参謀本部部員。
- 大正12年（1923年）12月 - 朝鮮軍参謀。
- 大正13年（1924年）8月20日 - 陸軍歩兵少佐に進級[54]。
- 大正14年（1925年）5月 - ポーランド公使館附武官。ウクライナほかを視察。
- 昭和3年（1928年）2月 - 中華民国山東省青島に駐留。歩兵第45連隊附。
  - 7月 - 帰朝。
  - 8月10日 - 陸軍歩兵中佐に進級[54]。
- 昭和4年（1929年）8月 - 技術本部附（陸軍省新聞班員）。
- 昭和5年（1930年）8月1日 - 東京警備参謀。
- 昭和8年（1933年）
  - 3月18日 - 陸軍歩兵大佐に進級、東京警備司令部附。
  - 8月1日 - 歩兵第41連隊長(福山)。
- 昭和10年（1935年）8月1日 - ハルビン第3師団参謀長。
- 昭和12年（1937年）3月1日 - 参謀本部附（ナチス・ドイツの首都ベルリンへの出張）。
  - 8月2日 - 陸軍少将に進級、ハルピン特務機関長。
  - 12月26日・27日 - 第1回極東ユダヤ人大会がハルビンで開催。
- 昭和13年（1938年）
  - 3月 - ユダヤ人難民事件(オトポール事件)。
  - 7月15日 - 参謀本部第2部長。
  - 12月 - ユダヤ人対策要綱。汪兆銘を重慶から脱出させ、1939年5月、ハノイ経由で東京に迎えた。滝野川の古河虎之助男爵別邸に匿う（日中戦争の和平工作）。
- 昭和14年（1939年）
  - 5月～9月 - ノモンハン事件 停戦努力。「臆病軍人」と呼ばれる。
  - 10月2日 - 陸軍中将に進級。
  - 12月1日 - 第9師団長（石川県金沢市）。
- 昭和17年（1942年）8月1日 - 北部軍司令官[55]。
- 昭和18年 (1943年)  - 北方軍司令官として太平洋戦争のアリューシャン方面の戦いを指揮（アッツ島玉砕、キスカ島撤退作戦）。
- 昭和19年（1944年）3月10日 - 第5方面軍司令官。
- 昭和20年（1945年）2月1日 - 兼北部軍管区司令官。
  - 日本のポツダム宣言受諾後も続いた、8月18日以降の占守島・南樺太防衛戦を指揮。
  - 12月1日 - 予備役編入。
- 昭和21年（1946年） - 北海道小樽市外朝里に隠遁。
- 昭和22年（1947年） - 宮崎県小林市（その後、都城市）に転居。
  - 11月28日 - 公職追放仮指定を受けた[56]。
- 昭和45年（1970年） - 東京都文京区白山に転居し、老衰のため死去。82歳没。墓所は妙大寺（神奈川県大磯町）。

## 栄典
位階
- 1910年（明治43年）2月21日 - 正八位[57]
- 1913年（大正2年）4月21日 - 従七位[58]
- 1918年（大正7年）5月20日 - 正七位[59]
- 1923年（大正12年）7月31日 - 従六位[60]
- 1928年（昭和3年）9月1日 - 正六位[61]
- 1937年（昭和12年）9月1日 - 正五位[62]
- 1939年（昭和14年）12月28日 - 従四位
- 1942年（昭和17年）1月15日 - 正四位
- 1945年（昭和20年）2月1日 - 従三位

勲章等
- 1939年（昭和14年）11月13日 -  勲二等瑞宝章[63]
- 勲一等[55]
- ポーランド復興オフィツェルスキ十字勲章[54]
- 1940年（昭和15年）1月18日 -  ドイツ鷲勲章功労十字星章 [64]
- 1943年（昭和18年）4月6日 -  満洲国勲一等景雲章[65]
- 1943年（昭和18年）11月18日 -  勲一等旭日大綬章[66]

## 顕彰

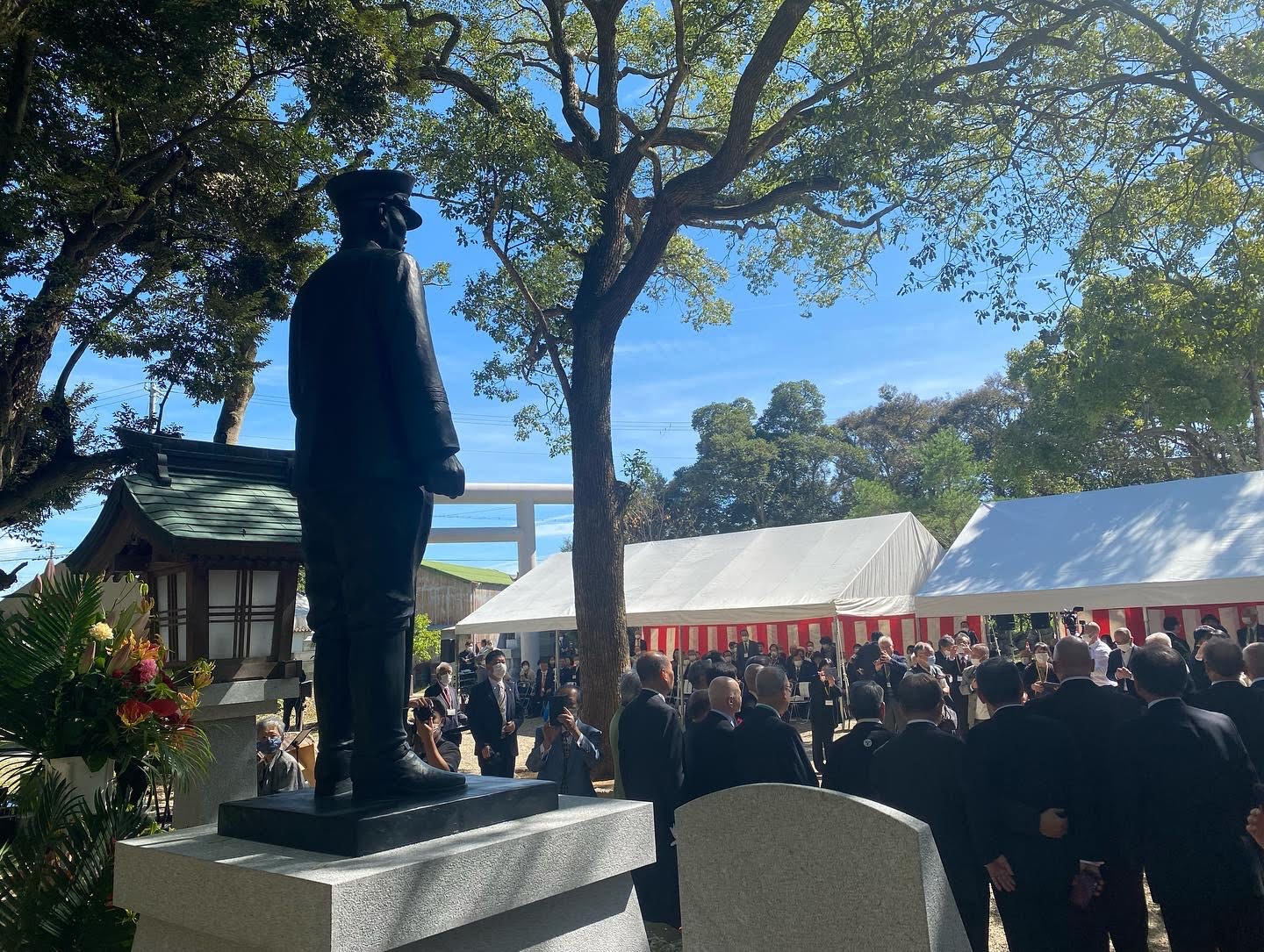
樋口季一郎銅像除幕式

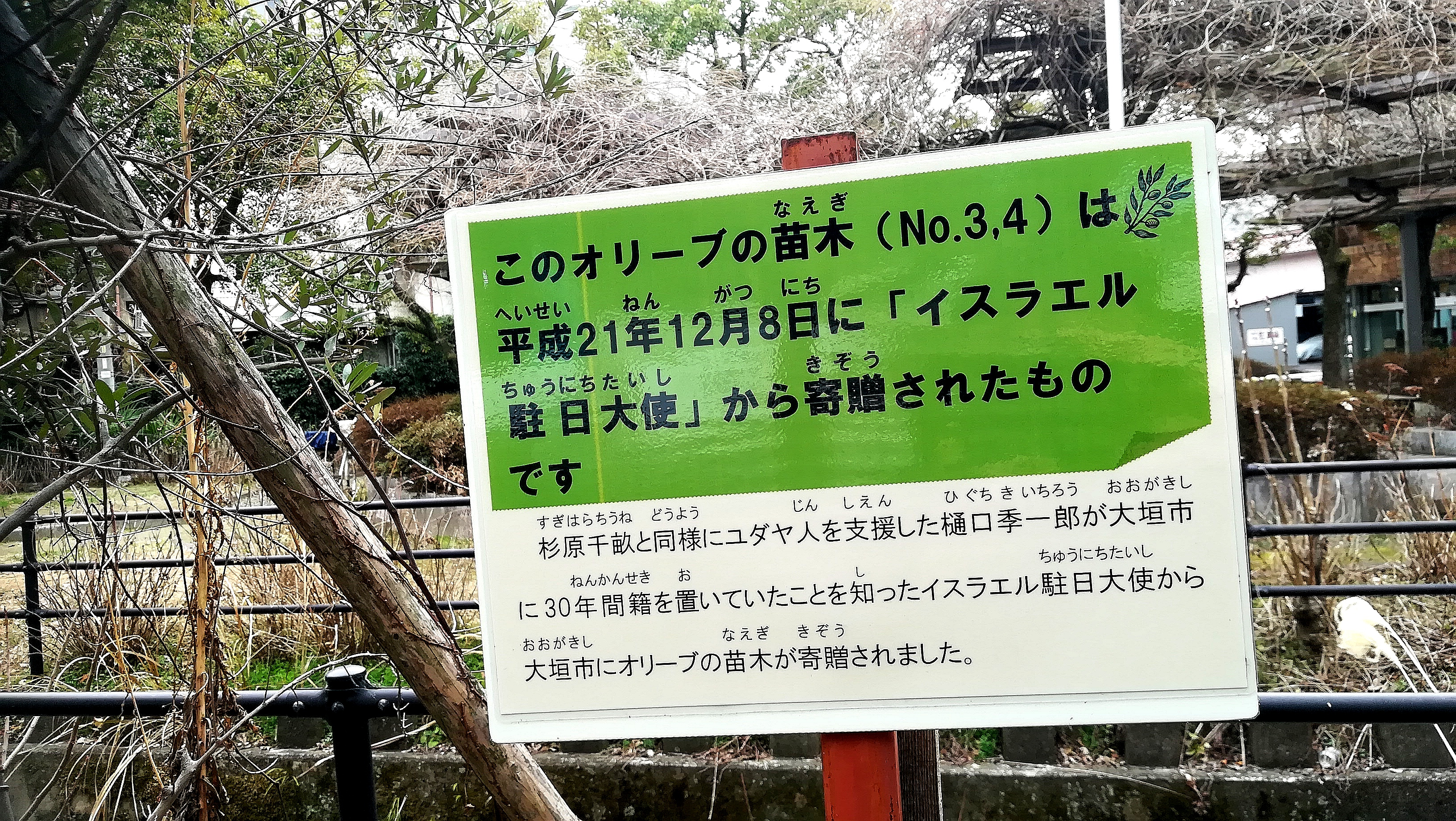
樋口季一郎を顕彰して駐日イスラエル大使が寄贈したオリーブの樹の説明パネル（大垣市丸の内公園、2019年2月27日撮影）

2009年（平成21年）12月8日、樋口が岐阜県大垣市に約30年間本籍を置いていたことを知った駐日イスラエル大使から大垣市に対し2本のオリーブの苗木が贈呈され植樹式が執り行われる。また、樋口はユダヤ民族に貢献した人物を記したイスラエルの「ゴールデンブック」にも記載されている。
2020年（令和2年）9月、北海道石狩市・五の沢地区に記念館が開設された。古民家を改築したホテルを経営する江崎幹夫が知人から樋口のことを教えられて敷地内の石蔵を記念館として提供することを決め、孫・樋口隆一に相談して了承を得た。
2022年（令和4年）10月11日、樋口季一郎の命日を期して、樋口の生誕地である淡路島の伊弉諾神宮に銅像が建立された。
2023年（令和5年）5月21日、鎌倉市山ノ内の円覚寺の塔頭・龍隠庵に顕彰碑が建立され除幕式が行われた。

## 文献

### 著作
- 「東京の防空に就て」『東京の防空 附・各都市防空法』帝国国防協会出版部、1932年5月、1-46頁。 NCID BA45754132。全国書誌番号:47011032。
- 『アッツ キスカ 軍司令官の回想』芙蓉書房、1971年10月。 NCID BN14143511。全国書誌番号:73005961。
  - 『陸軍中将 樋口季一郎回想録』（新版）芙蓉書房出版、1999年4月。ISBN 9784829502266。 NCID BA42001488。全国書誌番号:99095343。

樋口自身の直筆原稿との照合の結果、書き換えられている部分があると指摘されており、参照には注意が必要[71]。
  - 『陸軍中将 樋口季一郎回想録』（復刻新版）啓文社書房、2022年9月。ISBN 9784899920809。全国書誌番号:23730569。直筆原稿をもとにした新版
- 『陸軍中将 樋口季一郎の遺訓 ユダヤ難民と北海道を救った将軍』樋口隆一編著、勉誠出版、2020年3月。ISBN 9784585222736。 NCID BB30211298。全国書誌番号:23393203。

### 伝記
- 相良俊輔『流氷の海 ある軍司令官の決断』光人社、1973年4月。
  - 相良俊輔『流氷の海 ある軍司令官の決断』（新装版）光人社、1988年5月。ISBN 9784769800347。
  - 相良俊輔『流氷の海 ある軍司令官の決断』光人社NF文庫、1994年1月。ISBN 9784769820338。
  - 相良俊輔『流氷の海 ある軍司令官の決断』光人社〈光人社名作戦記 11〉、2003年8月。ISBN 9784769811114。
  - 相良俊輔『流氷の海 ある軍司令官の決断』（新装版）光人社NF文庫、2010年3月。ISBN 9784769820338。
- 早坂隆『指揮官の決断 満州とアッツの将軍樋口季一郎』文藝春秋〈文春新書〉、2010年6月。ISBN 9784166607587。
- 木内是壽『ユダヤ難民を救った男 樋口季一郎・伝』アジア文化社文芸思潮出版部、2014年6月。ISBN 9784902985665。
- 将口泰浩『アッツ島とキスカ島の戦い 人道の将、樋口季一郎と木村昌福』海竜社、2017年6月。ISBN 9784759315493。
  - 将口泰浩『人道の将、樋口季一郎と木村昌福 アッツ島とキスカ島の戦い』潮書房光人新社〈光人社NF文庫〉、2022年7月。ISBN 9784769832706。
- 岡部伸『至誠の日本インテリジェンス 世界が称賛した帝国陸軍の奇跡』ワニブックス、2022年3月。ISBN 9784847071522。
帝国軍人3名の伝記で、他は小野寺信、藤原岩市
- 東雲くによし『陸軍中将 樋口季一郎の決断』ワック、2024年4月。ISBN 9784898319758。漫画作品